# Galumna incisa
Galumna incisa är en kvalsterart som beskrevs av Sandór Mahunka 1982. Galumna incisa ingår i släktet Galumna och familjen Galumnidae. Inga underarter finns listade i Catalogue of Life.